# 十诫 (1923年电影)

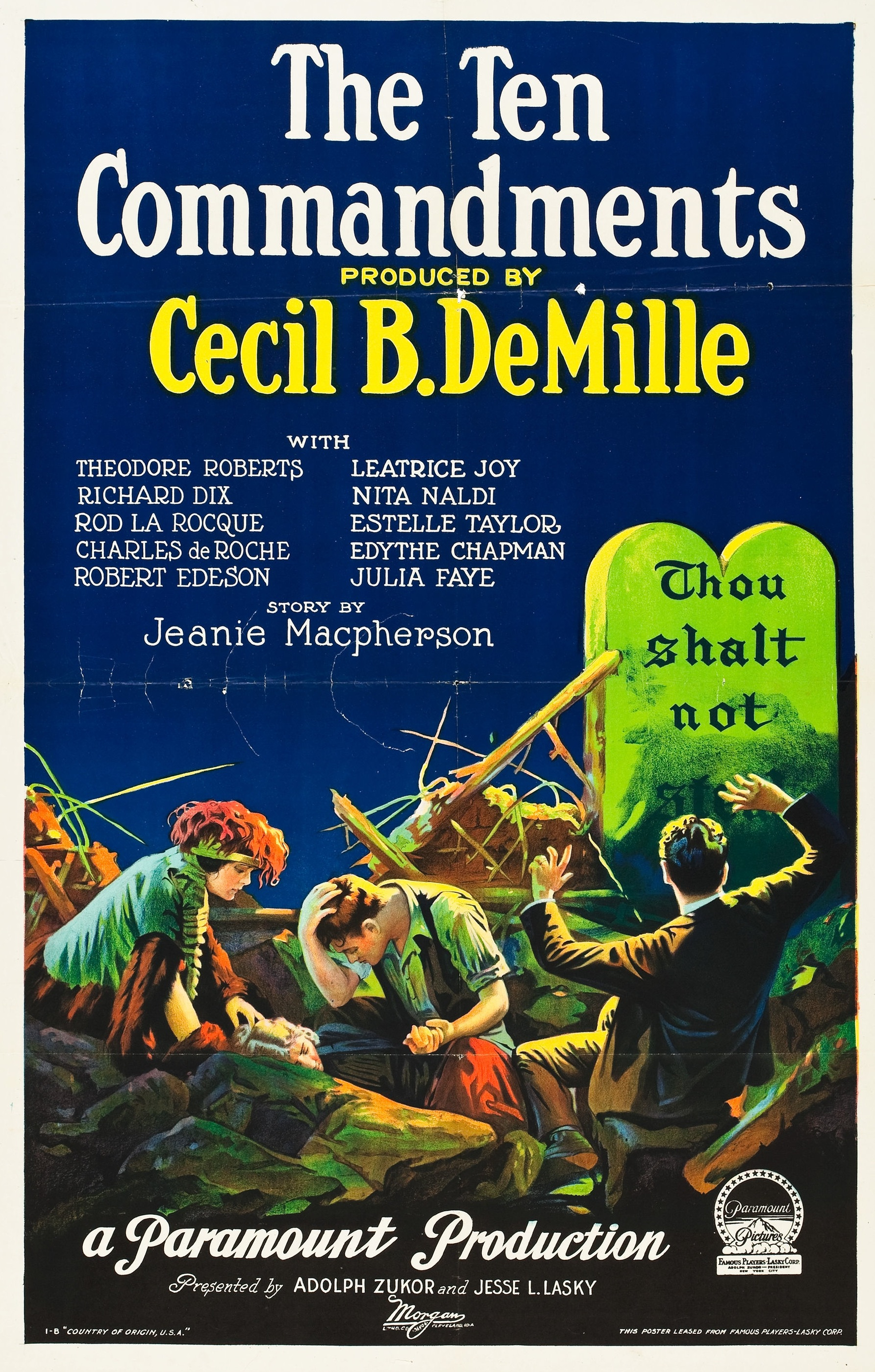
《十诫》电影海报

《十诫》（英語：The Ten Commandments）是1923年派拉蒙影片公司拍摄的一部美国无声电影，146分钟，其前半部讲述《旧约圣经》的摩西带领以色列人出埃及并接受上帝耶和华颁布十诫的故事，后半部分讲述现代的道德寓言。
该片由賽西爾·德米爾导演（该导演在1956年又拍摄了同名的电影《十诫》），Theodore Roberts主演饰演摩西。